# Thinophilus wasselli
Thinophilus wasselli är en tvåvingeart som beskrevs av Hardy 1935. Thinophilus wasselli ingår i släktet Thinophilus och familjen styltflugor. Inga underarter finns listade i Catalogue of Life.